# Babka górska
Babka górska (Plantago atrata Hoppe) – gatunek rośliny zielnej z rodziny babkowatych (Plantaginaceae).

## Rozmieszczenie geograficzne
Występuje w górach Europy: w Alpach, Apeninach, Karpatach, Pirenejach, Sudetach i górach Półwyspu Bałkańskiego. W Polsce występuje tylko w Tatrach, głównie w Tatrach Zachodnich. Do 2008 potwierdzono jej występowanie na 10 stanowiskach: Ciemniak, Krzesanica, Dolina Mułowa, Dolina Litworowa, Małołącka Przełęcz, Litworowa Przełęcz, Czerwony Grzbiet, Liliowe, Beskid, okolice Morskiego Oka. Najliczniejsza, bo licząca ponad tysiąc osobników jest populacja na Ciemniaku, duża jej część znajduje się na jego słowackich stokach.

## Morfologia
ŁodygaBezlistna, silnie owłosiona, o wysokości 5–15 cm.
LiścieWyłącznie odziomkowe, bezogonkowe, o kształcie od odwrotnie lancetowatego do równowąskiego i o owłosionych brzegach. Są 3–7-nerwowe.
KwiatyZebrane w gęsty, jajowaty lub kulisty kłos, przed rozkwitnięciem osnuty gęstymi włoskami. Przysadki brunatne i szeroko obłonione. Działki kielicha niemal do nasady wolne. Korona brunatna o długości ok. 2 mm. Pręciki o białych nitkach.
OwocTorebka o długości do 5 mm. Zawiera po 2 nasiona o długości 4,5 mm i wyraźnie zmarszczone.

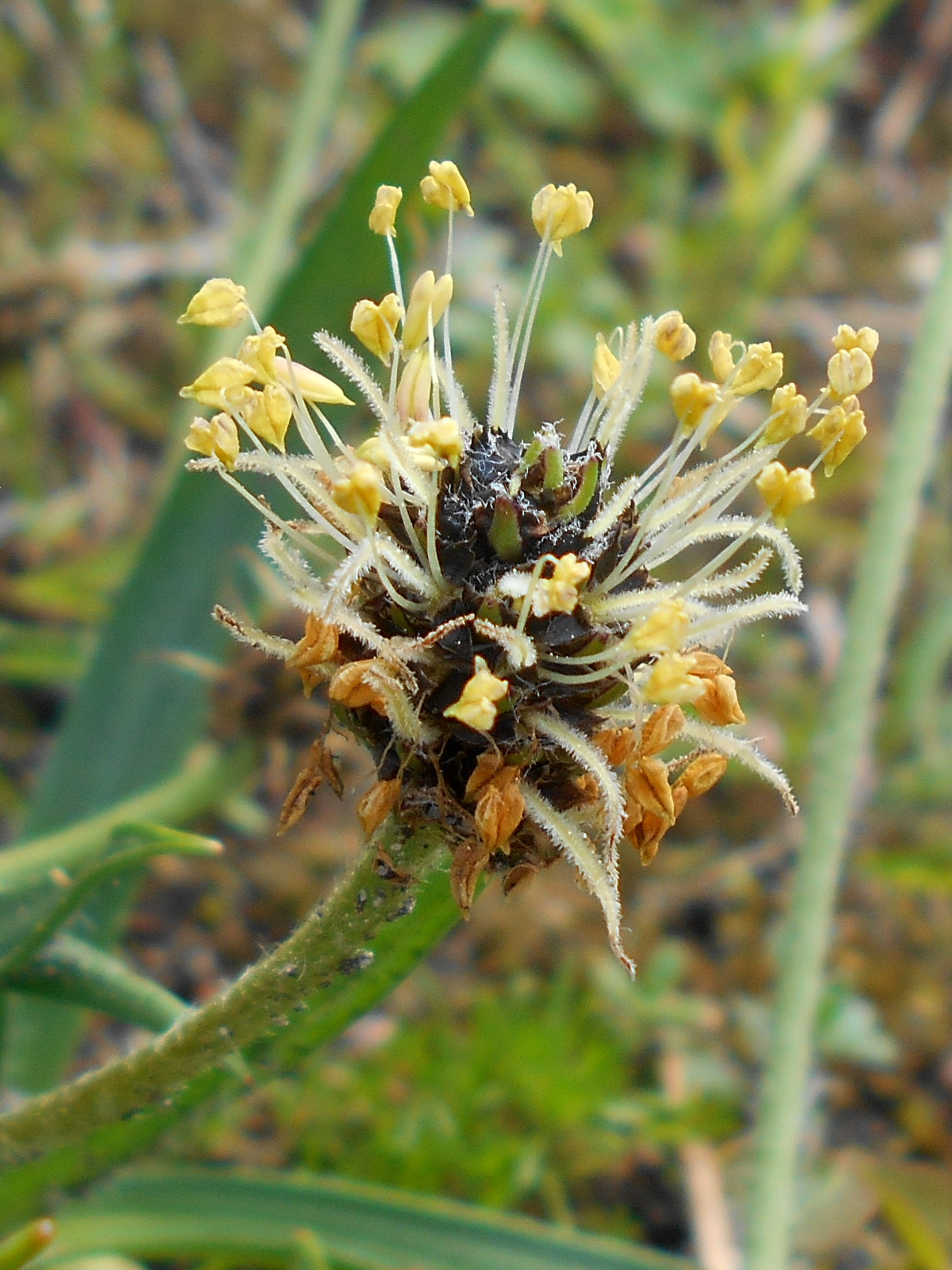
Kwiatostan
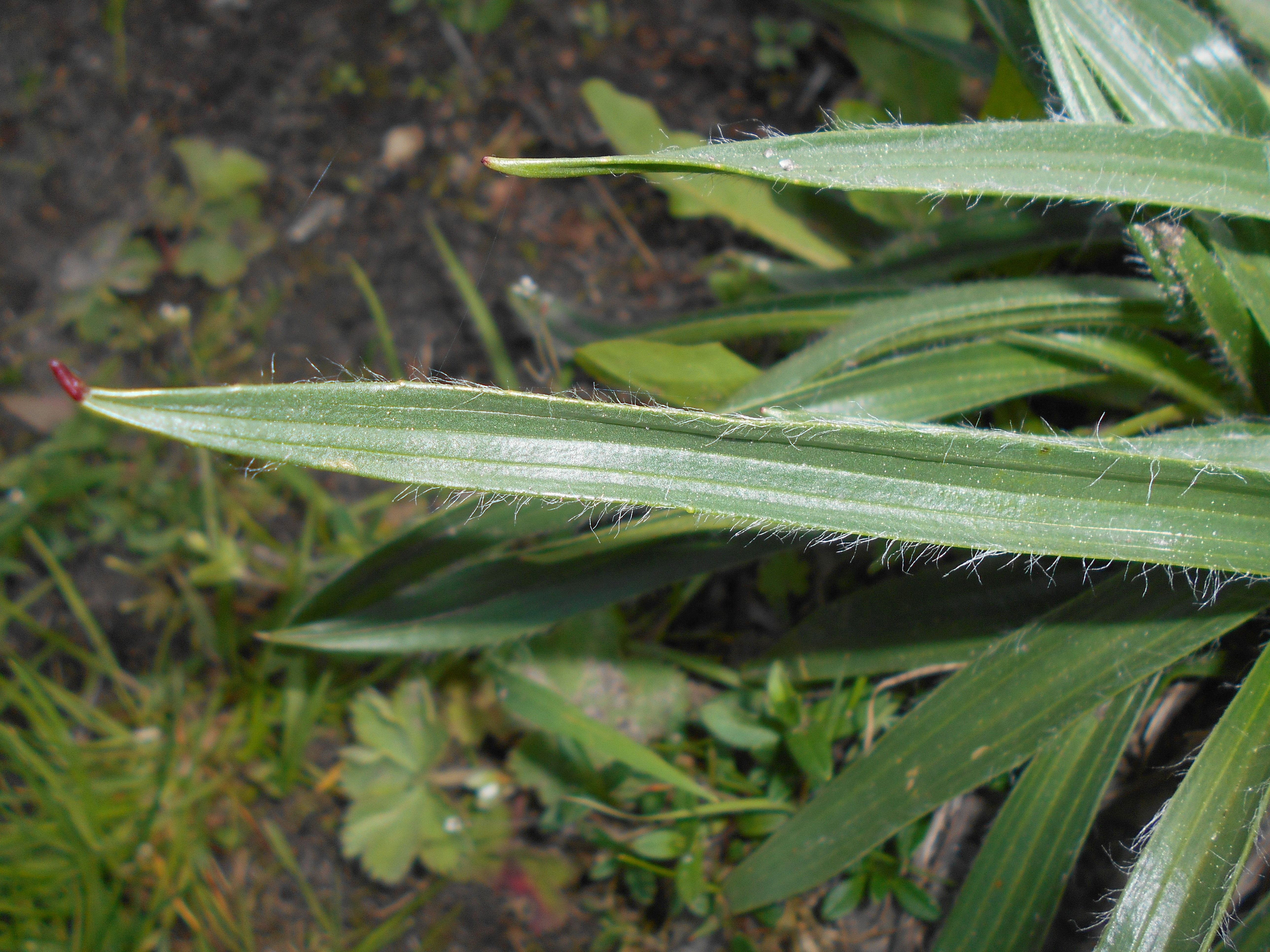
Liście
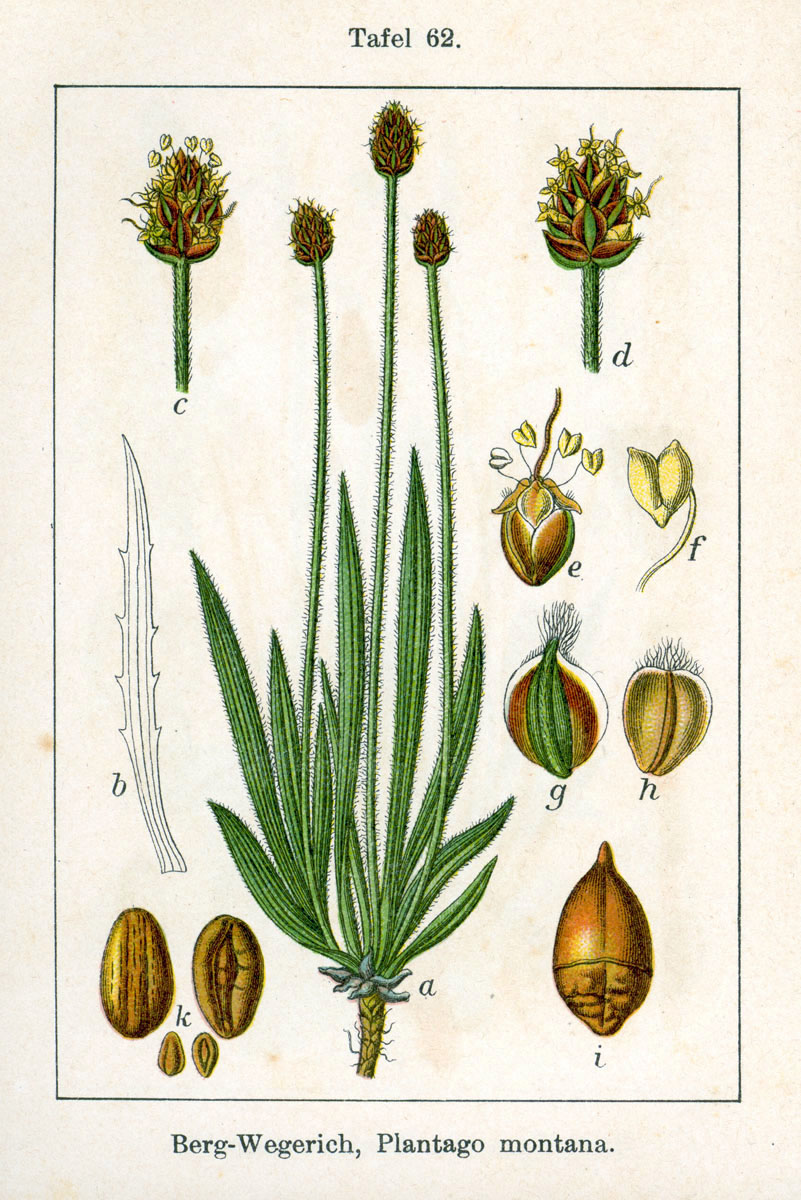
Morfologia

## Biologia i ekologia
Bylina, hemikryptofit, roślina wysokogórska. Występuje w piętrze halnym, na wyleżyskach, w murawach i na żwirkach, częściej na podłożu wapiennym, ale również na podłożu granitowym z domieszką wapieni. Często występuje wraz ze skalnicą tatrzańską. Kwitnie od lipca do sierpnia, rozmnaża się przez nasiona. Gatunek charakterystyczny dla rzędu (O.) Arabidetalia coeruleae. Liczba chromosomów 2n = 24+0-1B.

## Zagrożenia
Informacje o stopniu zagrożenia w Polsce na podstawie:
- Światowej listy IUCN – gatunek narażony na wymarcie w polskich Karpatach (kategoria zagrożenia VU).
- Polskiej czerwonej księgi roślin (2001, 2014) – gatunek narażony na wymarcie (kategoria zagrożenia VU)[8].
- Czerwonej listy roślin i grzybów Polski (2006)[9] – gatunek rzadki, potencjalnie zagrożony (kategoria zagrożenia R); 2016: VU (narażony)[10].

W Polsce wszystkie stanowiska tego gatunku są chronione na obszarze Tatrzańskiego Parku Narodowego, uprawia się go też w Górskim Ogrodzie Botanicznym PAN w Zakopanem. Jest zagrożony ze względu na niewielką liczbę stanowisk i niewielką liczbę osobników na tych stanowiskach (przeważnie od kilku do kilkunastu). Na niektórych stanowiskach znajdujących się przy szlakach turystycznych narażony jest na zadeptywanie.
Od 2014 r. roślina podlega w Polsce ochronie gatunkowej.